# 梅鲁-莫瓦勒
梅鲁-莫瓦勒（法語：Meroux-Moval，法語發音：[meʁu mɔval]，发音同“Méroux-Moval”）是法国勃艮第-弗朗什-孔泰大区贝尔福地区省的一个市镇，位于该省中部，属于贝尔福区和大贝尔福城市圈公共社区。

## 历史
梅鲁-莫瓦勒成立于2019年1月1日，由梅鲁和莫瓦勒两个市镇合并而成，其中梅鲁为政府驻地。此次并非两市镇首次合并，早在1972年，两市镇就曾合并过，但后于1997年一分为二。

## 地理
梅鲁-莫瓦勒（47°35'45.54"N, 6°53'49.76"E）面积10.01 平方千米，位于法国勃艮第-弗朗什-孔泰大區贝尔福地区省，该省份为法国东北部内陆省份，东临上莱茵省，北起孚日省，西接上索恩省，南与杜省和瑞士接壤。
与梅鲁-莫瓦勒接壤的市镇（或旧市镇、城区）包括：韦兹卢瓦、诺维拉尔、沙尔穆瓦、布罗涅、特雷沃南、塞沃南、昂代尔南。
梅鲁-莫瓦勒的时区为UTC+01:00、UTC+02:00（夏令时）。

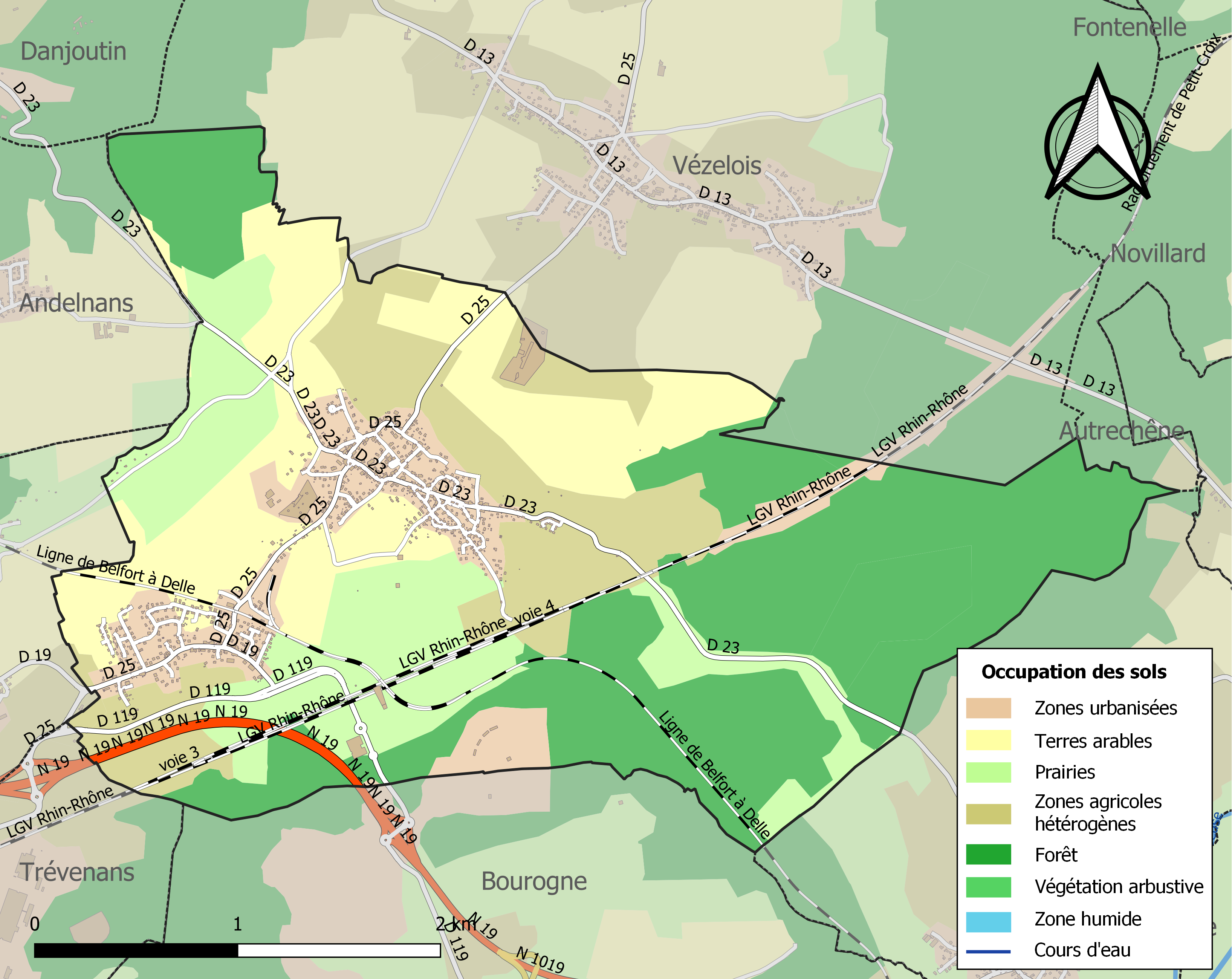
梅鲁-莫瓦勒的OSM定位图

## 行政
梅鲁-莫瓦勒的邮政编码为90400，INSEE市镇编码为90068。

## 政治
梅鲁-莫瓦勒所属的省级选区为沙特努瓦莱福日县。

## 交通
贝尔福-蒙贝利亚尔TGV站位于其境内。

## 人口

1962-2008年间梅鲁-莫瓦勒人口变化图示

梅鲁-莫瓦勒于2022年1月1日时的人口数量为1420人。